# Lupin (TV-serie)
Lupin är en fransk action- och kriminaldramaserie från 2021 som hade premiär på strömningstjänsten Netflix den 8 januari 2021. Serien är skapad av George Kay och François Uzan. Första säsongen bestod av 10 avsnitt uppdelade i två delar. Serien har blivit förnyad med andra säsong som hade premiär på Netflix den 5 oktober 2023.

## Handling
Serien kretsar kring den tonårige Assane Diop var liv förändrades när hans pappa dog efter att ha felaktigt anklagats för ett brott. 25 år senare bestämmer sig Diop för att hämnas sin pappa, och inspireras av gentlemannatjuven Arsène Lupin när han går till verket.

## Rollista i urval
- Omar Sy - Assane Diop
  - Mamadou Haidara - Assane Diop, som ung
- Ludivine Sagnier - Claire
  - Ludmilla Makowski - Claire, som ung
- Clotilde Hesme - Juliette Pellegrini
  - Léa Bonneau - Juliette Pellegrini, som ung
- Nicole Garcia - Anne Pellegrini
- Hervé Pierre - Hubert Pellegrini
- Antoine Gouy - Benjamin Ferel